# Holland-Dozier-Holland
Holland–Dozier–Holland var et amerikansk team af sangskrivere og pladeproducere bestående af Lamont Dozier og brødrene Brian Holland og Edward Holland, Jr., der står bag en lang række af de største hits indenfor popmusikken. Trioen skrev og arrangerede mange af de sange, der definerede den særlige Motown sound, der dominerede amerikansk populærmusik i 1960'erne. 
Under deres tid hos Motown i perioden 1962–1967, var Dozier og Brian Holland  komponisterne og producerne på sangene, og Eddie Holland skrev teksterne og arrangerede sangstemmerne. Da trioen forlod Motown Records, fortsatte de som et produktions- og sangskriverteam indtil omkring 1974. De blev inkluderet i Songwriters Hall of Fame i 1988, og i 1990 blev trioen inkluderet i Rock and Roll Hall of Fame.

## Biografi
Eddie Holland havde arbejdet for grundlæggeren af Motown, Berry Gordy, forinden pladeselskabet var stiftet. Hollands single "You" fra 1958 på pladeselskabet Mercury var en af Gordys tidligste produktioner. Senere havde Eddie Holland selv en karriere som artist på Motown med sin indspilning af "Jamie", der i 1961 blev et top 30 hit i USA. 
Eddies bror Brian Holland, der var ansat som sangskriver på Motown, oplevede også succes i 1961 som med-komponist af The Marvelettes' nr. 1 hit i USA Please Mr. Postman. Dozier havde selv foretaget indspilninger som artist på en række forskellige pladeselskaber i slutningen af 1950'erne og i starten af 1960'erne, herunder på Berry Gordys søsters selskab Anna og på Motowns datterselskab Mel-o-dy. 
De tre medlemmer af trioen begyndte samarbejdet for at skrive materiale for dem selv og for andre artister, men de fandt hurtigt ud af, at de foretrak at skrive og producere musik frem for selv at fremføre musikken som artister. Særlig Eddie Holland led af sceneskræk, og han indstillede derfor sine egne optrædener i 1964. De endte med at skrive og producere stribevis af sange, der blev indspillet af artister med kontrakt med Motown Records, herunder 25 nr. 1 hitsingler, såsom (Love Is Like a) Heat Wave for Martha and the Vandellas og How Sweet It Is (To Be Loved By You) for Marvin Gaye. Deres mest berømte produktioner var formentlig de singler, de skabte for The Four Tops og The Supremes.
I 1967 kom det til en konflikt mellem Holland-Dozier-Holland og Berry Gordy vedrørende fordeling af indtægter og royalties. Eddie Holland fik de øvrige i teamet til at nedsætte arbejdstempoet, og ved begyndelsen af 1968 forlod trioen pladeselskabet. De etablerede i stedet deres egne pladeselskaber, Invictus Records og Hot Wax Records, der imidlertid havde mindre succes. Motown sagsøgte trioen for kontraktbrud, og trioen kom med et rekordstort modkrav på 22 millioner $.. Den efterfølgende retssag blev et af de længste juridiske slagsmål i musikhistorien. Som følge af retssagen blev Holland-Dozier-Holland tvunget til at angive kompinistrettigheder til de tidligste optagelser på Invectus/Hot Vax til teamet "Wayne/Dunbar". Retssagen blev først afsluttet i 1977, og Holland-Dozier-Holland endte med at måtte betale erstatning til Motown.
Dozier forlod Holland-Dozier-Holland Productions, Inc. i starten af 1970'erne for at genoptage sin karriere som optrædende soloartist. Fra midten af 1970'erne indgik Harold Beatty i produktionsselskabet, der fortsat skrev og producerede sange for en række artister. På trods af den bitre strid med Motown under retssagen fortsatte Holland-Dozier-Holland Productions med at levere materiale til en række Motown-artister, herunder The Supremes og Michael Jackson. 
Lamont Dozier har i dag sit eget produktionsselskab og arbejder fortsat som soloartist, producer og artist, mens brødrene Holland ejer HDH Records and Productions, der udgiver optagelser fra bagkataloget fra Invictus og Hot Wax samt nyt materiale.

## Højdepunkter i produktion og sangskrivning
| År   | Sangtitel                                            | Oprindeligt indspillet af  | Cover version indspillet af                                                                                                   |
| ---- | ---------------------------------------------------- | -------------------------- | --- |
| 1963 | "Leaving Here"                                       | Eddie Holland              | Motörhead, Lars Frederiksen and the Bastards, Pearl Jam, The Birds, The Who, Brownsville Station, The Messengers og The Volts |
| 1963 | "Locking Up My Heart"                                | The Marvelettes            | |
| 1963 | "Come and Get These Memories"                        | Martha and the Vandellas   | Hattie Littles, Anna King, The Supremes                                                                                       |
| 1963 | "You Lost the Sweetest Boy"                          | Mary Wells                 | Dusty Springfield |
| 1963 | "(Love Is Like a) Heat Wave"                         | Martha and the Vandellas   | The Who, Linda Ronstadt, Lou Christie, The Supremes, Joan Osbourne, Bruce Springsteen, Phil Collins og The Jam                |
| 1963 | "Mickey's Monkey"                                    | The Miracles               | Martha and the Vandellas, The Hollies                                                                                         |
| 1963 | "When the Lovelight Starts Shining Through His Eyes" | The Supremes               | Dusty Springfield og The Zombies                                                                                              |
| 1963 | "Run, Run, Run"                                      | The Supremes               | |
| 1963 | "Can I Get a Witness"                                | Marvin Gaye                | Dusty Springfield, The Rolling Stones, Sam Brown, The Steampacket, Lee Michaels                                               |
| 1964 | "A Tear From A Woman's Eyes"                         | The Temptations            | |
| 1964 | "Where Did Our Love Go"                              | The Supremes               | Adam Ant, Soft Cell, The Pussycat Dolls, Three Ounces of Love, The J. Geils Band                                              |
| 1964 | "Baby Don't You Do It"                               | Marvin Gaye                | The Small Faces, The Who, The Black Crowes, The Band                                                                          |
| 1964 | "Baby Love"                                          | The Supremes               | |
| 1964 | "Come See About Me"                                  | The Supremes               | The Afghan Whigs, Barbara Mason, Jr. Walker & the All-Stars, Choker Campbell og Pat Lewis                                     |
| 1964 | "Baby I Need Your Loving"                            | Four Tops                  | Johnny Rivers, Eric Carmen, og Joe Stubbs                                                                                     |
| 1964 | "You're a Wonderful One"                             | Marvin Gaye                | Don Bryant |
| 1964 | "How Sweet It Is (To Be Loved by You)"               | Marvin Gaye                | Jr. Walker & the All-Stars, The Elgins, James Taylor, The Grateful Dead, og Liz Lands                                         |
| 1965 | "Ask the Lonely"                                     | Four Tops                  | Tommy Good (ikke udgivet, og aldrig fundet)                                                                                   |
| 1965 | "Stop! In the Name of Love"                          | The Supremes               | The Hollies, Talas, Kim Weston                                                                                                |
| 1965 | "Nowhere to Run"                                     | Martha and the Vandellas   | Hattie Littles, The Messengers, Tower of Power                                                                                |
| 1965 | "I Can't Help Myself (Sugar Pie, Honey Bunch)"       | Four Tops                  | Gloria Lynne, Bonnie Pointer, Robert Parker og Axe                                                                            |
| 1965 | "Something About You"                                | Four Tops                  | Sisters Love, Phil Collins |
| 1965 | "Back in My Arms Again"                              | The Supremes               | |
| 1965 | "Nothing but Heartaches"                             | The Supremes               | |
| 1965 | "It's the Same Old Song"                             | Four Tops                  | KC and the Sunshine Band og Joe Stubbs                                                                                        |
| 1965 | "I Hear a Symphony"                                  | The Supremes               | The Isley Brothers og The Temptations                                                                                         |
| 1965 | "Take Me In Your Arms (Rock Me a Little While)"      | Kim Weston                 | The Isley Brothers, Eddie Holland, Mother Earth, Jermaine Jackson, The Doobie Brothers, og Blood, Sweat & Tears, Phil Collins |
| 1965 | "Darling Baby"                                       | The Elgins                 | |
| 1965 | "There's a Ghost In My House"                        | R. Dean Taylor             | The Fall |
| 1966 | "(I'm a) Roadrunner"                                 | Jr. Walker & the All-Stars | The Who, The Zombies, Fleetwood Mac, Steppenwolf, Peter Frampton, og James Taylor                                             |
| 1966 | "This Old Heart of Mine (Is Weak for You)"           | The Isley Brothers         | The Supremes, Ronald Isley, Rod Stewart, Tammi Terrell og The Contours                                                        |
| 1966 | "Shake Me, Wake Me (When It's Over)"                 | Four Tops                  | The Hollies |
| 1966 | "Reach Out I'll Be There"                            | Four Tops                  | Diana Ross, Michael Bolton, Gloria Gaynor, Bobby Taylor & the Vancouvers og Snuff                                             |
| 1966 | "Standing in the Shadows of Love"                    | Four Tops                  | The Jackson 5, Joe Stubbs, Rod Stewart, Barry White, Snuff og Phil Collins                                                    |
| 1966 | "My World Is Empty Without You"                      | The Supremes               | Mary Wilson |
| 1966 | "Love Is Like an Itching in My Heart"                | The Supremes               | |
| 1966 | "You Can't Hurry Love"                               | The Supremes               | Phil Collins og The Dixie Chicks                                                                                              |
| 1966 | "I'm Ready for Love"                                 | Martha and the Vandellas   | The Temptations |
| 1966 | "You Keep Me Hangin' On"                             | The Supremes               | Vanilla Fudge, Rod Stewart, Kim Wilde, Rose Banks og Mary Wilson                                                              |
| 1966 | "(Come 'Round Here) I'm the One You Need"            | The Miracles               | The Jackson 5 |
| 1966 | "Heaven Must Have Sent You"                          | The Elgins                 | Bonnie Pointer |
| 1967 | "Just One Last Look"                                 | Four Tops                  | The Temptations |
| 1967 | "Love Is Here and Now You're Gone"                   | The Supremes               | Michael Jackson, Phil Collins                                                                                                 |
| 1967 | "Jimmy Mack"                                         | Martha and the Vandellas   | James Brown, Laura Nyro, Phil Collins                                                                                         |
| 1967 | "Bernadette"                                         | Four Tops                  | |
| 1967 | "7-Rooms of Gloom"                                   | Four Tops                  | Blondie |
| 1967 | "The Happening"                                      | The Supremes               | |
| 1967 | "Reflections"                                        | Diana Ross & the Supremes  | Syreeta, Four Tops, The Temptations, Michael McDonald, The Sweet                                                              |
| 1967 | "In and Out of Love"                                 | Diana Ross & the Supremes  | |
| 1968 | "Forever Came Today"                                 | Diana Ross & the Supremes  | The Jackson 5 |
| 1968 | "I'm in a Different World"                           | Four Tops                  | |
| 1969 | "Crumbs off the Table"                               | The Glass House            | |
| 1970 | "Give Me Just a Little More Time"                    | Chairmen of the Board      | Kylie Minogue |
| 1970 | "(You've Got Me) Dangling on a String"               | Chairmen of the Board      | |
| 1970 | "Band of Gold"                                       | Freda Payne                | Sylvester og Belinda Carlisle                                                                                                 |
| 1970 | "Westbound #9"                                       | The Flaming Ember          | |
| 1972 | "The Day I Found Myself"                             | Honey Cone                 | |
| 1972 | "Don't Leave Me Starvin' For Your Love"              | Holland-Dozier-Holland     | |
| 1972 | "Why Can't We Be Lovers"                             | Holland-Dozier-Holland     | |
| 1975 | "Just a Little Bit of You"                           | Michael Jackson            | |
| 1975 | "We're Almost There"                                 | Michael Jackson            | |

## Eksterne links
- HDH Records Officiel Website
- Rock and Roll Hall of Fame Arkiveret 7. januar 2014 hos  Wayback Machine